# Jeff Malone
Jeffrey Nigel Malone, detto Jeff (Mobile, 28 giugno 1961), è un ex cestista e allenatore di pallacanestro statunitense, professionista nella NBA.

## Carriera
Venne selezionato dai Washington Bullets al primo giro del Draft NBA 1983 (10ª scelta assoluta).

## Statistiche

### NBA

#### Regular Season
| Anno      | Squadra            | PG  | PT  | MP   | TC%  | 3P%  | TL%  | RP  | AP  | PRP | SP  | PP   |
| --------- | ------------------ | --- | --- | ---- | ---- | ---- | ---- | --- | --- | --- | --- | ---- |
| 1983-1984 | Washington Bullets | 81  | 2   | 24,4 | 44,4 | 32,4 | 82,6 | 1,9 | 1,9 | 0,3 | 0,2 | 12,1 |
| 1984-1985 | Washington Bullets | 76  | 61  | 34,4 | 49,9 | 20,8 | 84,4 | 2,7 | 2,4 | 0,7 | 0,1 | 18,9 |
| 1985-1986 | Washington Bullets | 80  | 80  | 37,4 | 48,3 | 17,6 | 86,8 | 3,6 | 2,4 | 0,9 | 0,2 | 22,4 |
| 1986-1987 | Washington Bullets | 80  | 79  | 34,5 | 45,7 | 15,4 | 88,5 | 2,7 | 3,7 | 0,9 | 0,2 | 22,0 |
| 1987-1988 | Washington Bullets | 80  | 80  | 33,2 | 47,6 | 41,7 | 88,2 | 2,6 | 3,0 | 0,6 | 0,2 | 20,5 |
| 1988-1989 | Washington Bullets | 76  | 75  | 31,8 | 48,0 | 5,3  | 87,1 | 2,4 | 2,9 | 0,5 | 0,2 | 21,7 |
| 1989-1990 | Washington Bullets | 75  | 74  | 34,2 | 49,1 | 16,7 | 87,7 | 2,7 | 3,2 | 0,6 | 0,1 | 24,3 |
| 1990-1991 | Utah Jazz          | 69  | 69  | 35,7 | 50,8 | 16,7 | 91,7 | 3,0 | 2,1 | 0,7 | 0,1 | 18,6 |
| 1991-1992 | Utah Jazz          | 81  | 81  | 36,1 | 51,1 | 8,3  | 89,8 | 2,9 | 2,2 | 0,7 | 0,1 | 20,2 |
| 1992-1993 | Utah Jazz          | 79  | 59  | 32,4 | 49,4 | 33,3 | 85,2 | 2,2 | 1,6 | 0,5 | 0,1 | 18,1 |
| 1993-1994 | Utah Jazz          | 50  | 50  | 33,1 | 48,8 | 50,0 | 84,3 | 2,3 | 1,3 | 0,5 | 0,1 | 16,2 |
| 1993-1994 | Philadelphia 76ers | 27  | 23  | 33,4 | 48,1 | 66,7 | 80,9 | 3,1 | 2,2 | 0,5 | 0,0 | 16,8 |
| 1994-1995 | Philadelphia 76ers | 19  | 19  | 34,7 | 50,7 | 39,3 | 86,4 | 2,9 | 1,5 | 0,8 | 0,0 | 18,4 |
| 1995-1996 | Philadelphia 76ers | 25  | 3   | 16,3 | 39,4 | 31,3 | 92,3 | 1,3 | 0,8 | 0,5 | 0,0 | 6,2  |
| 1995-1996 | Miami Heat         | 7   | 0   | 14,7 | 39,4 | -    | 83,3 | 1,1 | 1,0 | 0,4 | 0,0 | 4,4  |
| Carriera  | Carriera           | 905 | 755 | 32,8 | 48,4 | 26,8 | 87,1 | 2,6 | 2,4 | 0,6 | 0,1 | 19,0 |

#### Playoffs
| Anno     | Squadra            | PG | PT | MP   | TC%  | 3P%  | TL%  | RP  | AP  | PRP | SP  | PP   |
| -------- | ------------------ | -- | -- | ---- | ---- | ---- | ---- | --- | --- | --- | --- | ---- |
| 1984     | Washington Bullets | 4  | -  | 17,8 | 46,2 | 0,0  | -    | 1,3 | 0,5 | 0,3 | 0,0 | 6,0  |
| 1985     | Washington Bullets | 4  | 4  | 31,5 | 48,2 | 33,3 | 76,9 | 1,5 | 2,0 | 1,3 | 0,0 | 16,3 |
| 1986     | Washington Bullets | 5  | 5  | 39,4 | 40,8 | 0,0  | 89,7 | 3,2 | 3,4 | 1,4 | 0,6 | 22,0 |
| 1987     | Washington Bullets | 3  | 3  | 35,0 | 37,0 | -    | 100  | 2,3 | 3,0 | 0,3 | 0,0 | 15,0 |
| 1988     | Washington Bullets | 5  | 5  | 39,8 | 51,5 | 0,0  | 75,7 | 3,4 | 2,2 | 1,0 | 1,0 | 25,6 |
| 1991     | Utah Jazz          | 9  | 9  | 39,0 | 49,3 | 0,0  | 91,7 | 3,9 | 3,2 | 1,0 | 0,1 | 20,7 |
| 1992     | Utah Jazz          | 16 | 16 | 38,1 | 48,7 | 33,3 | 86,1 | 2,4 | 1,9 | 0,5 | 0,1 | 20,7 |
| 1993     | Utah Jazz          | 5  | 5  | 30,0 | 44,6 | -    | 69,2 | 3,2 | 0,6 | 0,6 | 0,2 | 13,4 |
| Carriera | Carriera           | 51 | 47 | 35,5 | 47,0 | 16,7 | 85,2 | 2,8 | 2,2 | 0,8 | 0,2 | 18,7 |

## Palmarès
- NBA All-Rookie First Team (1984)
- 2 volte NBA All-Star (1986, 1987)